# Championnats du monde de tir à l'arc 1950
Navigation
Édition précédente Édition suivante
Les championnats du monde de tir à l'arc 1950 sont une compétition sportive de tir à l'arc organisés du 26 au 30 juillet 1950 à Copenhague, au Danemark. Il s'agit de la quatorzième édition des championnats du monde de tir à l'arc.

## Médaillés

### Classique
| Event              | Or                 | Argent                   | Bronze                 |
| ------------------ | ------------------ | ------------------------ | ---------------------- |
| Individual hommes  | Hans Deutgen (SWE) | Einar Tang-Holbeck (DEN) | Russ Reynolds (USA)    |
| Individual femmes  | Jean Lee (USA)     | Jean Richards (USA)      | Ragnhild Windahl (SWE) |
| Par équipes hommes | Danemark           | Suède                    | Tchécoslovaquie        |
| Par équipes femmes | Finlande           | Suède                    | Grande-Bretagne        |